# Ho Thewalai Mahakaset

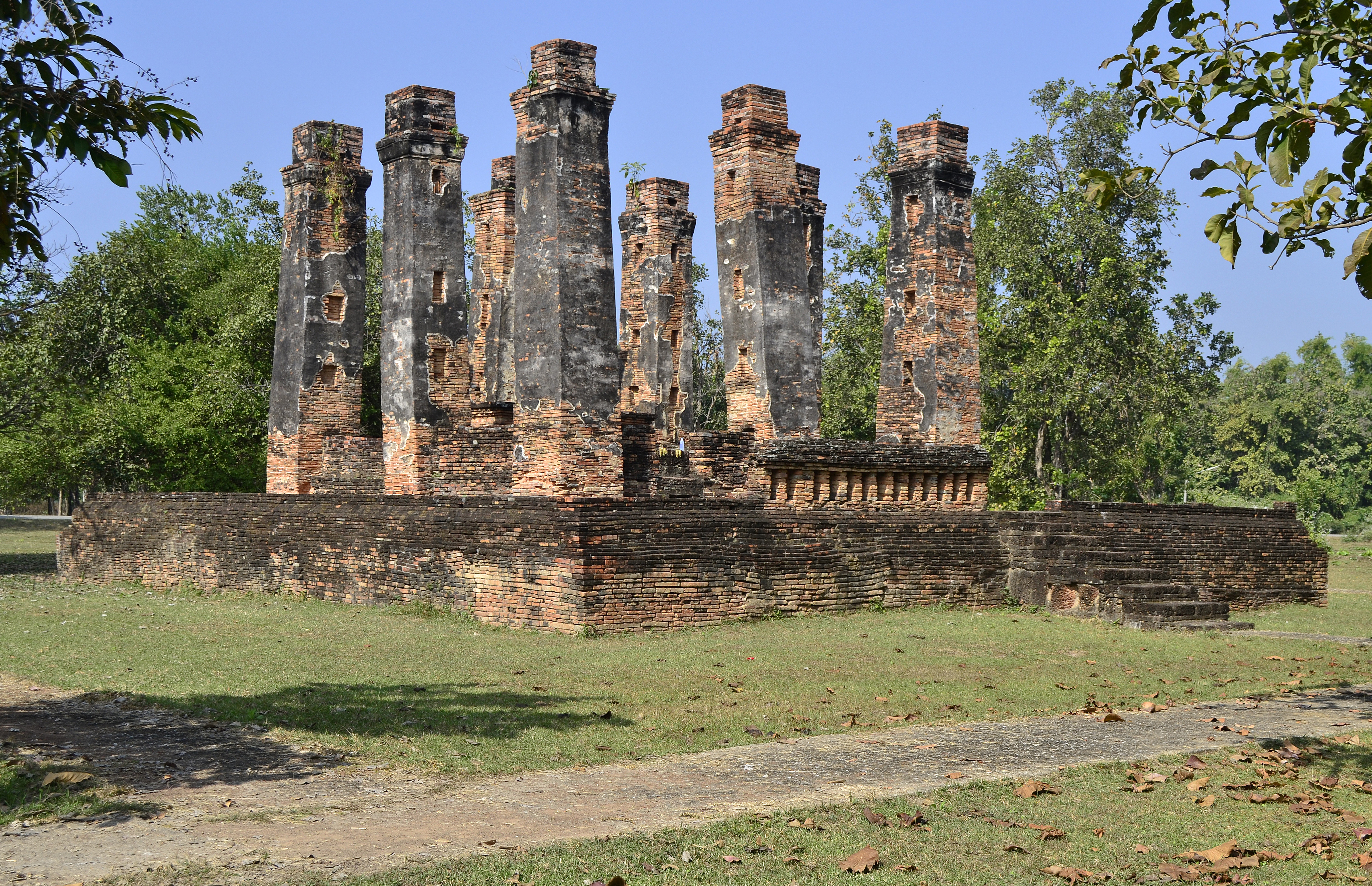
Mondop des Ho Thewalai Mahakaset
(Zustand: Januar 2014)

Ho Thewalai Mahakaset (auch: Ho Thewalai Mahakaset Phiman, thailändisch หอเทวาลัยมหาเกษตรพิมาน, deutsch: „Palast der Götter des Feldes“) ist der Name der Ruine einer ehemaligen buddhistischen Tempelanlage (Wat) (möglicherweise hinduistischen Ursprungs) im Westen der historischen Altstadt von Sukhothai im UNESCO-Weltkulturerbe Geschichtspark Sukhothai in Thailand.

## Lage
Ho Thewalai Mahakaset befindet sich im Westen der Altstadt von Sukhothai, gut einen Kilometer außerhalb des westlichen Stadttores („Pratu Or“, „Or Gate“) und gut anderthalb Kilometer östlich des südlichen Beginns der Hügelkette mit den so genannten Klöstern der Waldmönche. Die nächstgelegenen Nachbartempel sind Wat Tuek (knapp 150 Meter östlich), Wat Pa Mamuang (knapp 150 Meter nordnordöstlich) und Wat Pasak (knapp 200 Meter nordwestlich).

## Quelle und Datierung
In der so genannten Inscription No. 4, die Li Thai, dem damaligen König von Sukhothai zugewiesen wird, findet Ho Thewalai Mahakaset in der damaligen Schreibweise als Devalaya Maha Ksetra Erwähnung. Im Zusammenhang wird berichtet, dass der König Mitte des 14. Jahrhunderts Bildnisse der hinduistischen Gottheiten Shiva und Vishnu habe aufstellen lassen, um den Brahmanen in seinem Reich Gelegenheit zu deren Anbetung zu geben.

## Beschreibung

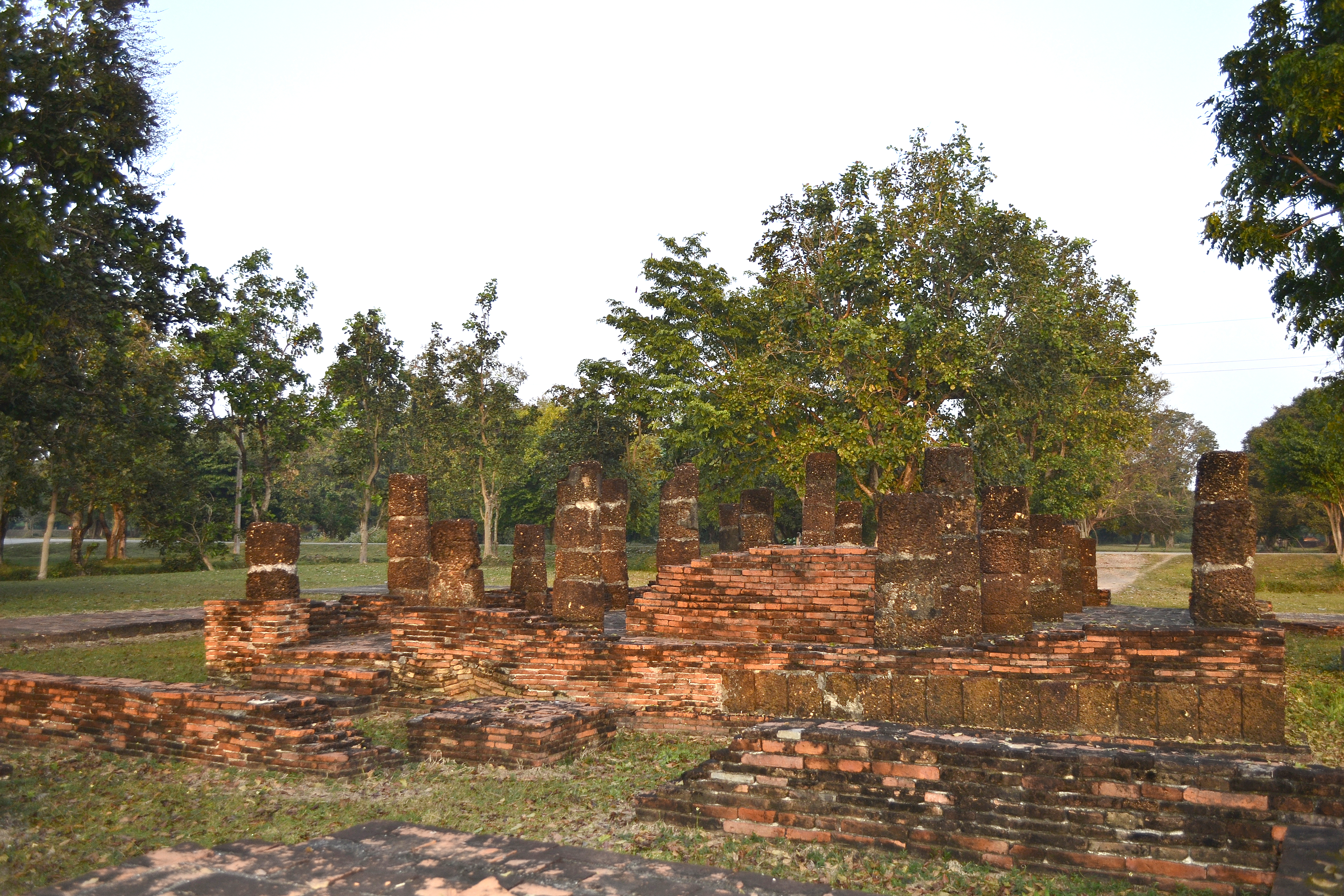
Bot des Ho Thewalai Mahakaset
(Zustand: Januar 2014)

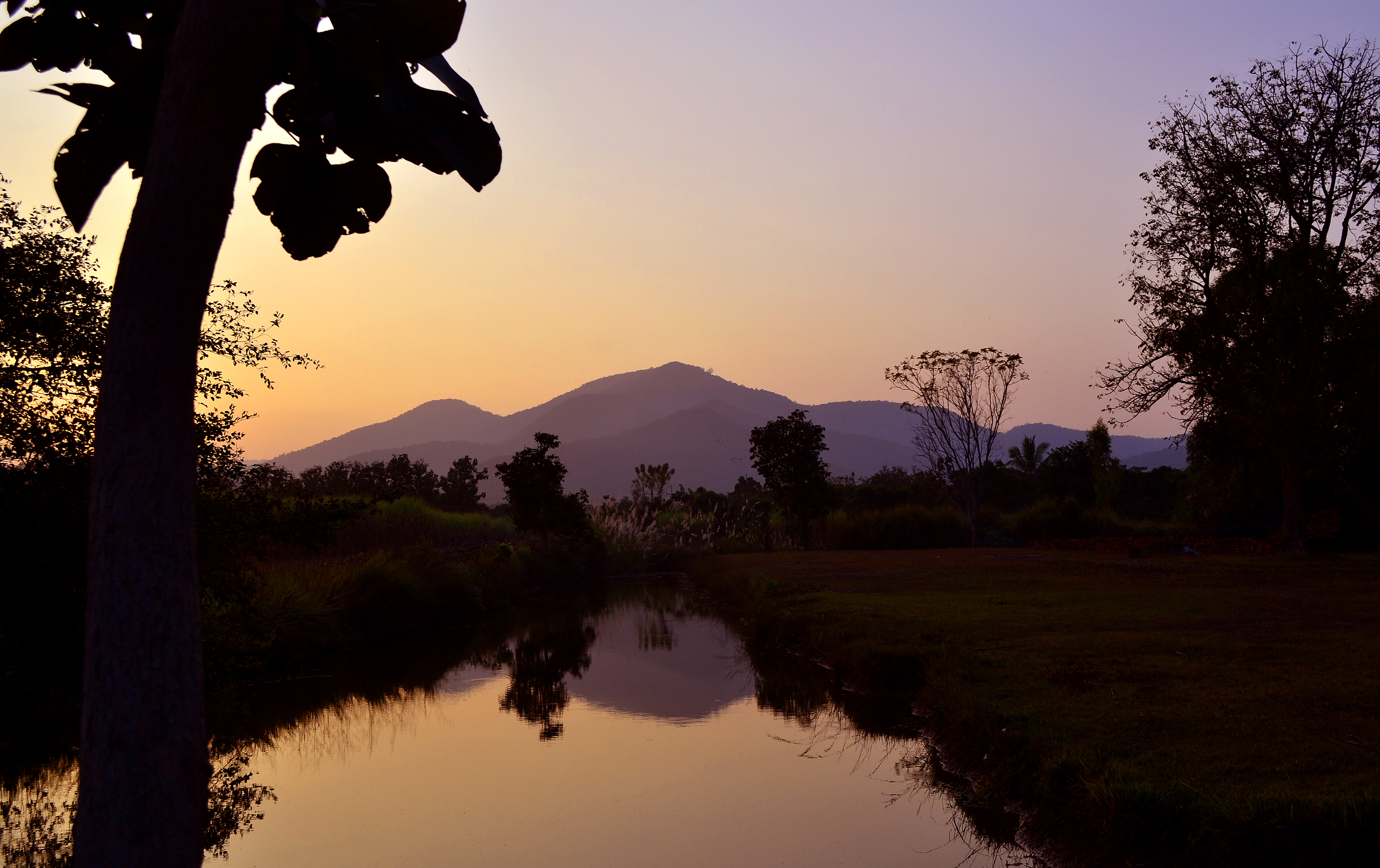
Südlicher Wassergraben der Tempelanlage

Auffälligste Komponente der Tempelanlage ist der ein wenig abseits im Osten gelegene Mondop. Es handelt sich bei diesem um eine Ziegelkonstruktion auf einer Basis aus Laterit. Das Podest ist über eine Laterittreppe im Osten zugänglich. Es ist mit acht quadratischen, verputzten Ziegelsteinsäulen besetzt, die noch heute bis zu ihrer ursprünglichen Höhe aufragen. Von einer ehemals die gesamte Plattform umgebenden Ziegelbalustrade ist nur noch ein Teilstück auf der östlichen Seite erhalten.
Der unauffälligere Hauptbereich des Tempels befindet sich im Westen der Anlage. Er besteht aus einer Versammlungshalle (Wihan) und einer Ordinationshalle (Ubosot) und ist von einem rund 70 m × 90 m messenden, rechteckigen Wassergraben umgeben, der nur an der Ostseite für einen Zugang unterbrochen ist. Wihan und Bot sind in Ziegelbauweise konstruiert, der Bot ist mit den Stümpfen von Lateritsäulen in Doppelreihen versehen, so dass das sich der Anblick von Portiken bot. Die Basen der ehemaligen Grenzsteine (Bai Sema) der Ordinationshalle sind noch weitestgehend erhalten.